# عبدالله المرزوقی
عبدالله المرزوقی (عربی: عبدالله المرزوقي؛ زادهٔ ۱۲ دسامبر ۱۹۸۰) بازیکن فوتبال اهل بحرین بود.
از باشگاه‌هایی که در آن بازی کرده‌است می‌توان به باشگاه ورزشی الرفاع، باشگاه ورزشی الریان، باشگاه ورزشی الکویت، و باشگاه ورزشی السیلیه اشاره کرد.
وی همچنین در تیم ملی فوتبال بحرین بازی کرده‌است.